# Otto I. (Nassau)

Das Wappen der Grafen von Nassau aus der ottonischen Linie

Otto I. von Nassau († zwischen 3. Mai 1289 und 19. März 1290) war Graf von Nassau und der Begründer der ottonischen Linie des Hauses Nassau.

## Leben

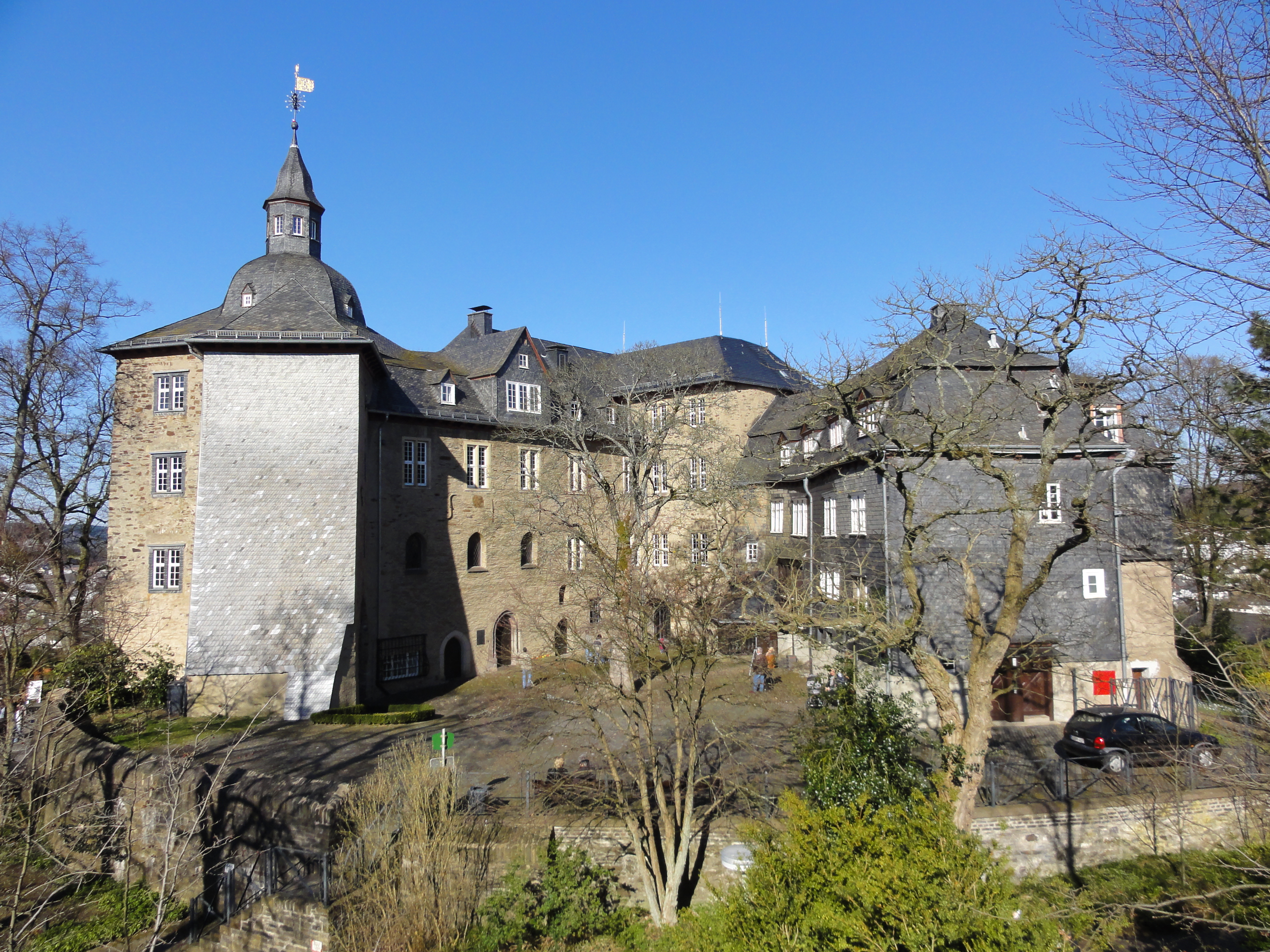
Schloss Siegen

Otto war der dritte Sohn des Grafen Heinrich II. des Reichen von Nassau und Mathilde von Geldern und Zütphen, der jüngsten Tochter des Grafen Otto I. von Geldern und Zütphen und Richardis von Scheyern-Wittelsbach. Otto wird zum ersten Mal in einer Urkunde 1247 erwähnt.
Vor 25. Januar 1251 trat Otto gemeinsam mit seinem Bruder Walram II. die Nachfolge seines Vaters an. 1251 erhielten sie von König Wilhelm das Stadtrecht für die Stadt Herborn.
Walram und Otto teilten ihre Grafschaft am 16. Dezember 1255 mit der Lahn als Grenze. Der Teilungsvertrag wird heute als Prima divisio bezeichnet. Das Gebiet nördlich der Lahn: die Herrschaften Siegen, Dillenburg, Herborn, Tringenstein, Neukirch und Emmerichenhain, ein Teil der Kalenberger Zent (Amt Kalenberg) und die Propsteien Dietkirchen und (Bad) Ems, wurden Otto zugewiesen. Die Burg Nassau und Abhängigkeiten (Dreiherrische), die Ämter Miehlen und Schönau (Kloster Schönau bei Strüth) sowie das Vierherrengericht, die Burg Laurenburg, die Esterau (im gemeinsamen Besitz mit der Grafen von Diez) und die Lehen in Hessen, blieben im gemeinsamen Besitz.
Schutz und Wahrung seiner Rechte in seinem Lande war Otto nicht immer leicht, zumal in einer Zeit, da die Macht eines obersten Schirmherrn im Reiche tief gesunken war. Streitigkeiten mit den Herren von Westerburg und den Grafen von Sayn über Gerechtsame im Westerwald, mit den Herren von Greifenstein und denen von Dernbach über verschiedene landesherrliche Befugnisse führten häufig zu Fehde und Kampf. Die Einzelheiten des Verlaufs dieser Fehden sind unbekannt. In seiner Fehde mit dem Erzbischof von Trier verlor Otto die Vogteien über Koblenz und Ems.
Unklar bleibt auch Ottos Verhältnis zu Erzbischof Siegfried von Köln, gegen welchen er am 8. April 1277 ein Bündnis mit verschiedenen Herren in Westfalen einging; dessen Bundesgenosse war er aber später in dem Limburger Erbfolgestreit.
Besondere Widerwärtigkeiten erwuchsen Otto aus dem Bestreben, die reichen Schenkungen seines Vaters an den Deutschen Orden zu schmälern oder mindestens dieselben nicht nach dem Wunsche des Ordens zu vermehren. Er ward im 1285 als ein Berauber der Güter des Ordens bezeichnet und mit dem Kirchenbann, sein Land mit dem Interdikt belegt, bis im Jahre darauf der Streit verglichen wurde.
Vor 1287 gründete Otto die Kapelle in Feldbach. Ottho comes de Nassawen … cum uxore nostra Agnete nec non Henrico nostro primogenito bestätigten die Spende von bonorum in Hasilbach et Aldindorph an das Kloster Altenberg bei Wetzlar durch matrem nostram Methildim comitissam bone mem […] cum sorore nostra Katherina ibidem locata in einer Urkunde vom 3. Mai 1289. Dies ist die letzte Erwähnung von Otto, in einer Urkunde vom 19. März 1290 gilt er als verstorben. Er wurde im Kloster Altenberg beigesetzt, wo vom Grabmal noch die steinerne Figur des Grafen erhalten ist. Ihm folgten seine Söhne Heinrich, Emich und Johann.

## Nachkommen
Otto heiratete vor 1265 Agnes von Leiningen († nach Dezember 1299), Tochter des Grafen Emich IV. von Leiningen und Elisabeth. Agnes wurde im Kloster Altenberg beigesetzt.

Aus dieser Ehe gingen hervor:
1. Heinrich (* um 1270; † zwischen 13. Juli und 14. August 1343), Nachfolger seines Vaters, wurde 1303 Graf von Nassau-Siegen.
2. Mathilda († vor 28. Oktober 1319), ⚭ um 1289 Gerhard von Schönecken († 1317).[3]
3. Emich († 7. Juni 1334), Nachfolger seines Vaters, wurde 1303 Graf von Nassau-Hadamar.
4. Otto († 3. September 1302), war Domherr zu Worms 1294.[1]
5. Johann († bei Hermannstein, 10. August 1328), Nachfolger seines Vaters, wurde 1303 Graf von Nassau-Dillenburg.
6. Gertrud († 19. September 1359), war Äbtissin von Kloster Altenberg.[1][3]

### Außereheliches Kind
Außerdem hatte Otto auch einen unehelicher Sohn:
1. Heinrich von Nassau († vor 1314), war Schultheiß. Dieser Heinrich hatte einen Sohn:
  1. Arnold von Nassau, 1314 urkundlich erwähnt.